# Gemenebest (eilandgebied van de Verenigde Staten)
Een gemenebest (Engels: commonwealth) van de Verenigde Staten is een van de VS afhankelijk gebied (een unincorporated territory) met een vorm van zelfbestuur en een eigen grondwet, waarbij het recht op zelfbestuur niet unilateraal ongedaan gemaakt kan worden door het Amerikaanse Congres. 
Er zijn momenteel twee Amerikaanse eilandgebieden die de status van gemenebest hebben: Puerto Rico en de Noordelijke Marianen. De Filipijnen hadden ook de status van Amerikaans gemenebest voordat het land onafhankelijk werd. 